# 徐文德
徐文德（1928年—2016年10月25日），男，云南昆明人，祖籍贵州铜仁，中华人民共和国历史学家，云南大学教授，云南文史研究馆馆员，参与编纂《云南史料丛刊》。

## 生平
徐文德出生手工业家庭，四岁入私塾，1950年考入云南大学文史系。后响应抗美援朝，投笔从戎，被中国人民解放军成都军区空军招收，1951年进入空军第六飞行学院学习。1952年在部队肃反中交待曾在中学时随物理老师前往美国牧师家学习外语，被校方认定为美国特务，徐文德为自证清白，退伍回校，1952年7月返回云南大学复学。1956年大学毕业，留校任教，1978年跟随方国瑜进行《云南史料丛刊》编纂工作。1992年退休，专心进行《丛刊》编纂工作，1994年被聘为云南文史研究馆馆员:260-263。2016年10月25日因病在昆明逝世。
除《云南史料丛刊》外，参与编写《云南地方史讲义》、《中国民族史》（江应樑版）、《历史科学概论》等:432。

## 延伸阅读
- 林超民. . 西南边疆. 2016-11-01  [2021-08-19]. （原始内容存档于2021-08-19）.